# Flowery Branch
Flowery Branch es una ciudad ubicada en el condado de Hall en el estado estadounidense de Georgia. En el censo de 2000, su población era de 1.806.

## Demografía
En el 2000 la renta per cápita promedia del hogar era de $35,478, y el ingreso promedio para una familia era de $38,500. El ingreso per cápita para la localidad era de $16,970. Los hombres tenían un ingreso per cápita de $29,572 contra $21,382 para las mujeres.

## Geografía
Flowery Branch se encuentra ubicado en las coordenadas 34°11′9″N 83°55′28″O / 34.18583, -83.92444 (34.185801, -83.924479).
Según la Oficina del Censo, la localidad tiene un área total de 6,4 km² (2,5 mi²), de la cual 6,4 km² (2,5 mi²) es tierra y 0 km² (0 mi²) (0.00%) es agua.